# Discalma inanis
Discalma inanis là một loài bướm đêm trong họ Geometridae.